# Jan Kalvoda (geograf)
Jan Kalvoda (* 12. února 1943 v Praze) je český fyzický geograf a geomorfolog. Přednáší na Přírodovědecké fakultě Univerzity Karlovy v Praze, člen Katedry fyzické geografie a geoekologie PřF UK.

## Životopis
V roce 1966 absolvoval obor fyzické geografie na PřF UK v Praze. Poté působil jako aspirant fyzické geografie v Geografickém ústavu ČSAV. Roku 1972 obdržel titul CSc. a v následujícím roce titul RNDr. na PřF UK ve fyzické geografii a kvartérní geologii. V letech 1971-1974 byl technickým pracovníkem v Geologickém ústavu ČSAV. Od roku 1974 pracoval na pozici odborný pracovník a v letech 1980-1990 již jako vědecký pracovník v Geologickém ústavu ČSAV. V roce 1991 získal titul DrSc. na ČSAV a UK a stal se vedoucím vědeckým pracovníkem (PřF UK v Praze). Docentem Univerzity Karlovy se stal roku 1992. Profesorem v oboru fyzické geografie byl jmenován v roce 1994. V letech 1994-1997 působil jako proděkan PřF UK a v letech 1994-2007 byl členem vědecké rady PřF UK v Praze. Katedru fyzické geografie a geoekologie PřF UK vedl v letech 1997-2003. Od roku 1998 do roku 2001 byl také členem vědecké rady Ostravské Univerzity v Ostravě. V letech 2000-2003 byl členem vědecké rady Univerzity Karlovy v Praze. Od roku 1991 do současnosti je nepřetržitě členem Katedry fyzické geografie a geoekologie PřF UK.

### Horolezecké a výzkumné expedice
Jan Kalvoda byl aktivním horolezcem a terénním výzkumníkem. V letech 1969-2002 se zúčastnil 8 horolezeckých a výzkumných expedic do velehorských oblastí Asie (Himálaj, Karákóram, Pamir, Ťan-Šan, atd.). Jako účastník III. československé horolezecké výpravy se podílel na scénáři k dokumentárnímu filmu P. Sirotka Himaláj 73.

## Vědecká činnost

### Zahraniční vědecké stáže
- V roce 1971 byl na stáži ve Wadia Institute of Himalayan Geology (New Delhi, Dehra Dun, Indie);
- v roce 1985 působil 8 měsíců na Mezinárodní geofyzikální stanici Garm (Dušanbe, Garm, Tádžikistán);
- v roce 1991 působil na University of Amsterdam (Nizozemsko);
- v roce 1993 na University of Manchester (Velká Británie);
- v letech 1996, 2001 a 2006 na Université Louis Pasteur, Strasbourg (Francie);
- v letech 1997, 1999, 2002, 2003 a 2006 na University of Oxford (Velká Británie);
- v letech 1998, 2007, 2008 a 2009 na University of Cambridge (Velká Británie).

### Mezinárodní odborná činnost
- Member of the Quaternary Palaeoenvironment Group, University of Cambridge, U. K.
- Member of the Editorial Board of Geomorphology, Elsevier, Amsterdam
- Member of the team World Centre of Excellence on landslide disaster and reduction of Charles University in Prague, UNESCO, etc., 2010 – 2014)
- Člen redakční rady časopisu Geomorphologica Slovaca et Bohemica, AV SR, Bratislava

### Přednášková činnost
Profesor Kalvoda přednáší Teorii fyzické geografie, Matematickou geografii, Paleogeografii kvartéru, Geomorfologii, Přírodu velehor a vybrané přednášky pro studenty v programu ERASMUS, dále vede Seminář z fyzické geografie.

### Odborné funkce
- Předseda a člen Oborového verifikačního a hodnotícího panelu Vědy o Zemí při RVVI ČRPředseda a člen mezirezortní hodnotící komise výzkumných záměrů Matematika, fyzika a vědy o Zemi při MŠMT ČR
- Člen stálé komise pro obhajoby doktorských disertací (D.Sc.) v oboru Geologické vědy grémia pro vědecký titul doktor věd při Vědecké radě AV ČR
- Člen Redakční rady časopisu Geografie – Sborník ČGS, Praha
- Člen Redakční rady monografické série Nakladatelství Geografie při ČGS, Praha
- Přírodovědecká fakulta Univerzity Karlovy v Praze: alternující předseda komise pro magisterské státní závěrečné zkoušky ve studijním oboru fyzická geografie a geoekologie, předseda rigorózní komise v oboru fyzická geografie, člen oborové rady a alternující předseda zkušební komise doktorského studia v oboru fyzická geografie a geoekologie, člen oborové rady doktorského studia obecné otázky geografie, školitel a konzultant témat doktorského studia fyzické geografie a geoekologie, periodicky předseda a/nebo člen komisí pro habilitační a jmenovací řízení.

### Členství v odborných organizacích
- International Association of Geomorphologists
- Asociace českých geomorfologů
- Česká geografická společnost
- Jednota Českých matematiků a fyziků

## Vybrané publikace
- KALVODA, Jan. (2020) The dynamics of geomorphic evolution in the Makalu Barun area of the Nepal Himalaya. Prague: P3K. 378 s.
- BALATKA, Břetislav a KALVODA, Jan. (2010) Vývoj údolí Sázavy v mladším kenozoiku. Vyd. 1. Praha: Česká geografická společnost. 198 s. Geographica; sv. 1. ISBN 978-80-904521-1-4.
- GOUDIE, Andrew a Jan KALVODA (Eds., 2007) Geomorphological variations. Prague: P3K. 407 s. ISBN 978-80-903584-6-1.
- BALATKA, Břetislav a KALVODA, Jan (2006) Geomorfologické členění reliéfu Čech = Geomorphological regionalization of the relief of Bohemia. Praha: Kartografie Praha. 79 s. ISBN 80-7011-913-6.
- DRBOHLAV, Dušan, KALVODA, Jan a Vít VOŽENÍLEK (Eds., 2004) Czech geography at the dawn of the millenium. Olomouc: Palacky University. 428 s. ISBN 80-244-0858-9.
- KALVODA, Jan (Ed., 2003) Global change in geomorphology. AUC Geographica,35, Supplementum 2000, 262 s.
- KALVODA, Jan a Charles L. ROSEFELD (Eds., 1998) Geomorphological hazards in high mountain areas. Dordrecht: Kluwer Academic Publishers. xi, 314 s. The GeoJournal Library; Vol. 46. ISBN 0-7923-4961-X.
- KALVODA, Jan (1992) Geomorphological record of the Quaternary orogeny in the Himalaya and the Karakoram. Amsterdam: Elsevier. 315 s. Developments in Earth surface processes; 3. ISBN 0-444-98676-6.
- KALVODA, Jan (1985) Geomorphology of the Demaved and some other High Mountains in Asia Minor. Acta Montana, 69, 110 s., Praha.
- KALVODA, Jan (1978) Genesis of the Mount Everest: (Sagarmatha). Praha: Academia, 1978. 62, [1] s. Rozpravy ČSAV. Řada matem. a přírodních věd; Seš. 2 (Roč. 88).
- DANIEL, Milan a KALVODA, Jan (1978) Himálaj. Praha: Academia. 199 s., barev.fot. Nové obzory vědy.